# Карагандинський сільський округ (Бурлінський район)
Караганди́нський сільський округ (каз. Қарағанды ауылдық округі, рос. Карагандинский сельский округ) — адміністративна одиниця у складі Бурлінського району Західноказахстанської області Казахстану. Адміністративний центр та єдиний населений пункт — село Караганди.
Населення — 612 осіб (2021; 785 у 2009, 889 у 1999, 1161 у 1989).
Станом на 1989 рік існувала Кіровська сільська рада (село Кірово), з 1993 року — Кіровський сільський округ, з 2007 року — сучасна назва.